# Shi Shen (cráter)
Shi Shen es un cráter de impacto perteneciente a la cara oculta de la Luna. Se encuentra al noroeste de la gran planicie amurallada del cráter Schwarzschild, y al sur-sureste del cráter Nansen, justo en el terminador norte-noreste. Shi Shen se encuentra en la región de la superficie lunar que a veces es visible desde la Tierra debido a la libración, pero incluso entonces se ve lateralmente y no se pueden apreciar sus detalles.
|  |

Es un antiguo cráter erosionado, con un borde exterior redondeado y algo irregular. La parte norte del contorno tiene una pared interior más ancha. Presenta un pequeño cráter en el sector norte-noroeste del brocal, y el suelo interior es relativamente llano, pero desigual, particularmente en la mitad norte.

## Cráteres satélite
Por convención estos elementos son identificados en los mapas lunares poniendo la letra en el lado del punto medio del cráter que está más cercano a Shi Shen.
|          | \| Shi Shen \| Coordenadas \| Diámetro \| \| -------- \| ---------------------------- \| -------- \| \| P \| 71°42′N 97°00′E / 71.7, 97.0 \| 22 km \| \| Q \| 74°12′N 96°18′E / 74.2, 96.3 \| 45 km \| |          |
| Shi Shen | Coordenadas | Diámetro |
| P        | 71°42′N 97°00′E / 71.7, 97.0 | 22 km    |
| Q        | 74°12′N 96°18′E / 74.2, 96.3 | 45 km    |